# Сурма
Сурма е гранична река между Бангладеш и Индия. Преминава през областите Силет и Шунамгандж в Североизточен Бангладеш и е една от най-големите реки на страната.

## Описание
Част е от речната система Сурма – Мегна. Река Барак в Североизточна Индия се разделя на реките Сурма и Кушиара, когато навлиза в Бангладеш. Тече през Силет, Шунамгандж, Нетракона и Кишоргандж и се влива в Мегна.